# Давидівка (Мелітопольський район)
Дави́дівка — село в Україні, в Якимівській селищній громаді Мелітопольського району Запорізької області. Населення становить 972 осіб. До 2017 року орган місцевого самоврядування — Давидівська сільська рада.

## Географія
Село Давидівка розташоване за 172 км від обласного центру та 48 км від районного центру, між річками Великий Утлюк та Малий Утлюк, в місці їх впадання в Утлюцький лиман, вище за течією річки Великий Утлюк на відстані 5 км розташоване село Вовчанське. За 15 км від села пролягає автошлях міжнародного значення М18E105 (Харків — Сімферополь).

## Історія
Поблизу Давидівки виявлено залишки поселення ранньоскіфських часів (VII—V століть до н. е.). Поселення скіфо-сарматів знайдено біля сіл Андріївки та Вовчанського (IV—II століть до н. е.). Біля Вовчанського височать 2 кургани.
Село засноване у 1852 році XVIII століття державними селянинами з Берестової слободи Бердянського повіту.
Станом на 1886 рік в селі Охрімівської волості Мелітопольського повіту Таврійської губернії мешкало 1370 осіб, налічувалось 165 подвір'їв, існували православна церква, школа, 2 лавки.
7 (20) листопада 1917 року, відповідно до Третього Універсалу Української Центральної Ради, увійшло до складу Української Народної Республіки.
Під час організованого радянською владою Голодомору 1932—1933 років померло щонайменше 156 жителів села.
У 2017 році, в ході децентралізації, Давидівська сільська рада об'єднана з Якимівською селищною громадою.
12 червня 2020 року, відповідно до розпорядження Кабінету Міністрів України № 713-р «Про визначення адміністративних центрів та затвердження територій територіальних громад Запорізької області», затверджено склад Якимівської селищної громади Якимівського району.
17 липня 2020 року, в результаті адміністративно-територіальної реформи та ліквідації Якимівського району, село увійшло до складу новоутвореного Мелітопольського району.
З 24 лютого 2022 року, під час російського вторгнення в Україну, село тимчасово окуповане російськими загарбниками.

## Населення
За даними перепису населення 2001 року, у селі мешкало 972 осіб.

## Мова
Мовний склад населення був таким:
| Мова       | Кількість осіб | Відсоток |
| ---------- | -------------- | -------- |
| українська | 875            | 90,02    |
| російська  | 88             | 9,05     |
| білоруська | 2              | 0,21     |
| болгарська | 1              | 0,10     |
| молдовська | 2              | 0,21     |

## Об'єкти соціальної сфери
- Середня загальноосвітня школа.
- Дитячий садочок «Ромашка»[8].
- Будинок культури.
- Лікарня. У приміщенні лікарні також знаходиться так зване «соціальне крило» для проживання одиноких престарілих громадян[9].

## Пам'ятка природи
Поблизу Давидівки — пам'ятка загальнодержавного значення Верхів'я Утлюцького лиману.

## Галерея

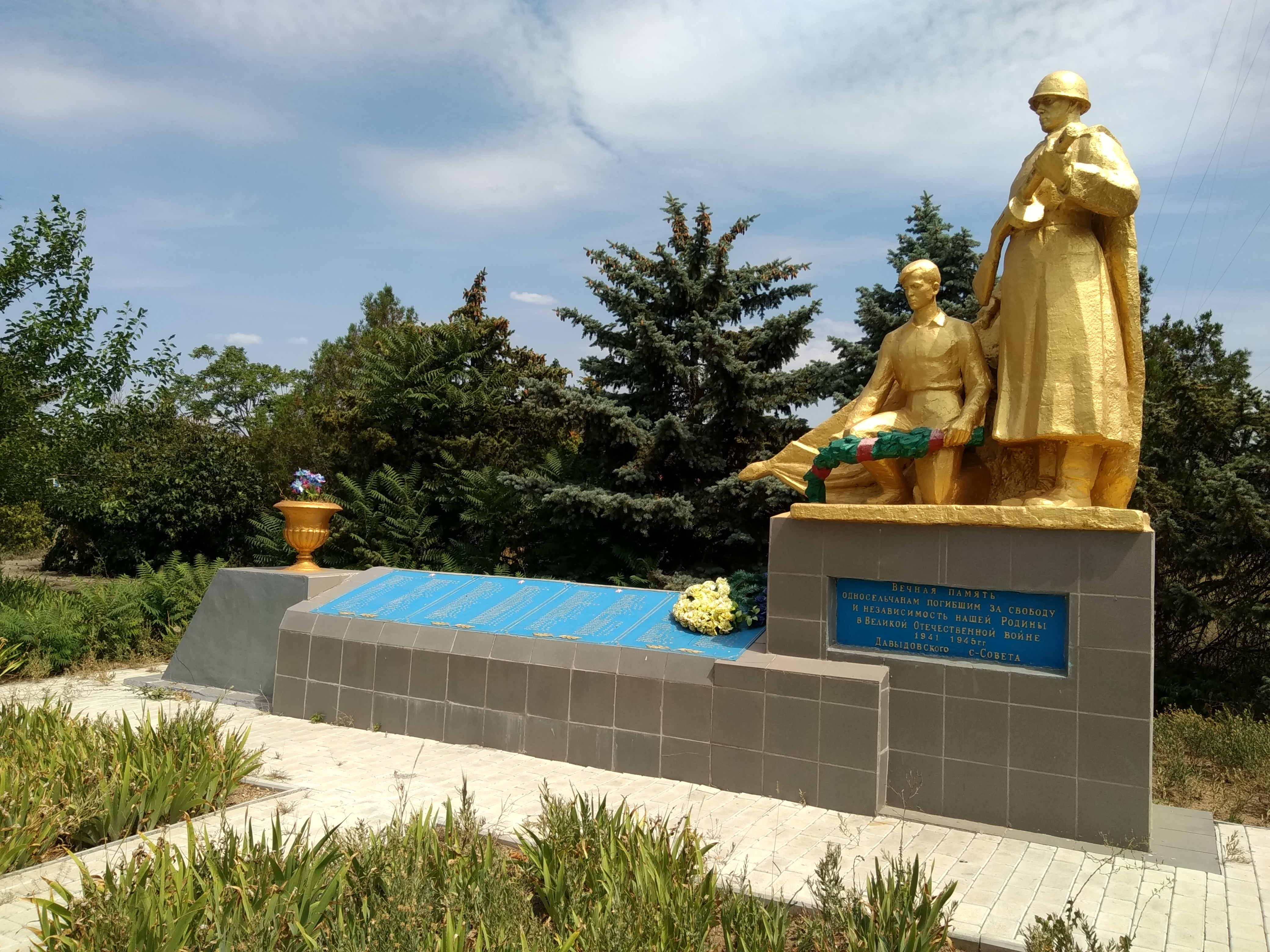
Братська могила вояків Другої світової війни та пам'ятник воїнам-односельцям
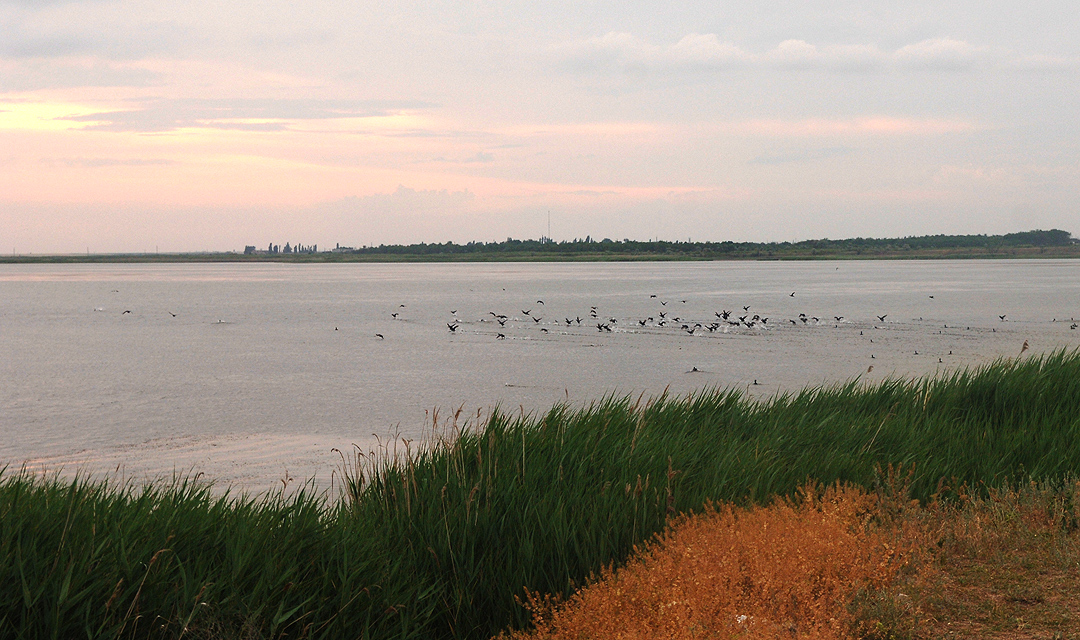
Краєвид села з протилежного берега Утлюцького лиману